# Urządków
Urządków – wieś w Polsce położona w województwie lubelskim, w powiecie opolskim, w gminie Wilków.
Wieś szlachecka  położona była w drugiej połowie XVI wieku w powiecie lubelskim województwa lubelskiego. W latach 1975–1998 miejscowość należała administracyjnie do ówczesnego województwa lubelskiego.
Wieś stanowi sołectwo w gminie Wilków. Według Narodowego Spisu Powszechnego z roku 2011 wieś liczyła 138 mieszkańców.
Wierni Kościoła rzymskokatolickiego należą do parafii św. Floriana i św. Urszuli w Wilkowie.

## Części wsi
| SIMC    | Nazwa | Rodzaj    |
| ------- | ----- | --------- |
| 1023339 | Drągi | część wsi |

## Historia
Wieś należącą do dóbr opolskich w województwie lubelskim w 1704 roku odziedziczyła Teresa Dunin-Borkowska, żona wojewody lubelskiego Stanisława Tarły. Urządków w wieku XIX to wieś w powiecie nowoaleksandryjakim (puławskim), gminie Szczekarków, parafii Wilków. Według noty słownika z roku 1892 ludność trudni się, obok rolnictwa, wyrobem sukna.

Według spisu z roku 1827 we wsi było 14 domów i 87 mieszkańców należących do parafii Opole. Wspomina tę wieś Długosz (L.B. t.II, s,555) w parafii Wilków. W roku 1531 Szczekarków i Urządków płacą pobór od l1½ łan. W roku 1676 Urządków wchodzi w skład dóbr kasztelana połanieckiego. We wsi było 40 poddanych do opłaty pogłównego (Pawiński, Małopolska, 357 i 48a).